# Teairra Marí
Teairra Marí, nata Teairra María Thomas (Detroit, 2 dicembre 1987), è una cantante statunitense.

## Biografia
Nata a Detroit, si avvia fin da adolescente nel mondo dello spettacolo e all'età di 13 anni inizia a lavorare con il produttore Big Mike. Nei primi anni 2000 collabora con Ray J e altri artisti.
Nell'autunno 2003 viene pubblicato l'EP di debutto dell'artista, dal titolo Get Away.
Nel 2004, grazie all'incontro con L.A. Reid, ottiene un contratto discografico con la Island Records/Def Jam. Lavora addirittura con Jay-Z che collabora al singolo Make Her Feel Good. L'album Roc-A-Fella Presents: Teairra Marí (più comunemente conosciuto come Teairra Marí) raggiunge il quinto posto della classifica Billboard 200. Un altro singolo che la rende famosa, oltre a Make Her Feel Good, è No Daddy.
Nel 2006 entra nel gruppo di lavoro di Cudda Love (Interscope Records) e nel 2008 pubblica alcuni singoli promozionali come Hunt 4 U (feat. Pleasure P), Cause a Scene (feat. Flo Rida).
Nel 2009 pubblica un mixtape in cui collabora tra gli altri Nicki Minaj nel brano Automatic.
Nel marzo 2010 pubblica il brano Sponsor (feat. Gucci Mane e Soulja Boy). Pubblica un altro mixtape nell'agosto 2010 con la partecipazione di DJ Drama.
Nel 2012 pubblica il singolo U Dit That (feat. 2 Chainz).
Ha partecipato alla seconda stagione di Love & Hip Hop (2011-2012) e alla prima di Love & Hip Hop - Hollywood (2014).

## Discografia
Album studio
- 2005 - Teairra Marí

EP
- 2003 - Get Away
- 2010 - Sincerely Yours